# Bernardo I de La Marche
Bernardo I de La Marche (La Marche, Normandia, França c. 986 - 1047) foi um nobre medieval fancês e detentor do título de Conde de La Marche, que foi um condado medieval da França, correspondendo (aproximadamente) ao atual departamento do Creuse.

## Relações familiares
Foi filho de Aldeberto I de La Marche e de Emma de Limoges. Casou com Amélie de Montignac, com quem teve:
1. Lúcia de la Marche (1023 - 1079) casada com Sunyer Artau de Paillars.
2. Rangearda de La Marche casada com Bernardo-Aton III Trencavel, visconde de Albi.
3. Almodis de la Marche (c. 1020 - 16 de outubro de 1071),[1] , casada com Raimundo Berengário I de Barcelona (1023 - 1076)[2][3].